# Legión de Camisas Negras
La Legión de Camisas Negras fue una organización paramilitar peruana ligada al partido Unión Revolucionaria (UR).   

## Historia
Fue fundada en 1933, inspirándose en la estética del Partido Nacional Fascista (PNF). Su primera aparición pública fue el 31 de diciembre de ese año,  con un desfile ante Luis A. Flores, líder de Unión Revolucionaria, en Limatambo, siendo considerada como «la vanguardia del Partido». La noche anterior, se había realizado la entrega pública de las camisas de color negro a los miembros de la Legión. Previamente, el 1 de octubre, el periódico urrista Acción reportó la presencia de una "nutrida comisión de milicias del partido" con la camisa negra que realizaron el saludo fascista ante la tumba de Luis Miguel Sánchez Cerro. Para la edición de noviembre de Acción se presentó en la portada a Flores con la camisa negra haciendo el saludo fascista junto a un grupo de militantes que portaban la camisa negra.
El 2 de marzo de 1934, la revista urrista Crisol adjuntaba una nota de Flores solicitando al líder de las milicias "intensificar la militarización de los contingentes de las camisas negras". Para dicho mes, Acción reportaba las actividades de la Legión en Piura y Arequipa. Sus integrantes fueron entrenados por personal retirado del Ejército y la Policía que eran militantes de UR. Tuvo como comité de mujeres el "Comité de la Cruz Roja". Fueron partícipes de la conmemoración de la muerte de Sánchez Cerro el 30 de abril de 1934 realizando un desfile desde el Hipódromo de Santa Beatriz hasta el Cementerio General de Lima, en donde, además de la Legión, los hombres y mujeres de UR exhibieron camisas negras.
Estuvo integrada por personas proveniente de las clases populares y exhibieron su adhesión hacia la figura de Sánchez Cerro y rivalidad hacia los militantes del APRA. Tuvieron como órgano de difusión la revista Crisol.